# Bolero (film)
Bolero is een Amerikaanse film uit 1984 geregisseerd door John Derek met in de hoofdrol Bo Derek. Het is de derde film die ze samen maakten, na Fantasies en Tarzan, the Ape Man.

## Plot
Een jonge vrouw gaat op zoek naar de man die haar kan ontmaagden.

## Ontvangst
De film ontving erg slechte recensies. De film won zes Razzies onder andere voor slechtste film, slechtste regie, slechtste actrice en slechtste scenario.

## Rolverdeling
| Acteur            | Personage                  |
| ----------------- | -------------------------- |
| Bo Derek          | Ayre "Mac" McGillvary      |
| George Kennedy    | Cotton                     |
| Andrea Occhipinti | Rejoneador Angel Sacristan |
| Ana Obregon       | Catalina                   |
| Olivia d'Abo      | Paloma                     |